# Leslie Hammond
Leslie Charles Hammond (ur. 4 marca 1905 w Madrasie, zm. 26 czerwca 1955 w Ballarat) – indyjski hokeista na trawie. Dwukrotny złoty medalista olimpijski (IO 28, IO 32).
Na igrzyskach olimpijskich z reprezentacją Indii wystąpił w 4 meczach, nie strzelając goli.